# (14088) Ancus
(14088) Ancus est un astéroïde de la ceinture principale.

## Description
(14088) Ancus est un astéroïde de la ceinture principale. Il fut découvert par Vincenzo Silvano Casulli le 3 mai 1997 à Colleverde di Guidonia. Il présente une orbite caractérisée par un demi-grand axe de 0,28 UA, une excentricité de 0,089 et une inclinaison de 0,95° par rapport à l'écliptique.
Il fut nommé en hommage à Ancus Marcius, quatrième des sept rois de Rome, qui régna de 641 à 616 av. J.-C..

## Compléments